# Ormyrus langlandi
Ormyrus langlandi is een vliesvleugelig insect uit de familie Ormyridae. De wetenschappelijke naam is voor het eerst geldig gepubliceerd in 1920 door Girault.